# Vanessa Czapla
Vanessa Czapla (* 1987 in Braunschweig) ist eine deutsche Schauspielerin und Synchronsprecherin.

## Leben und Werk
Vanessa Czapla wuchs in Braunschweig, Henstedt-Ulzburg und im thüringischen Zeulenroda auf, wo sie das Abitur am dortigen Friedrich-Schiller-Gymnasium machte. Seit ihrer Jugend spielt Vanessa Czapla Schlagzeug und Percussion. Am Hamburger Schauspielstudio Frese absolvierte sie von 2006 bis 2009 ihre Ausbildung zur Schauspielerin. Stückverträge führten sie zunächst an das Thalia Theater in Halle, an das Theater Lüneburg und das Hamburger Schauspielhaus. In Hamburg spielte sie ferner am Lichthof Theater, auf Kampnagel und am monsun.theater. Für die Rolle der Jenny Martinek in „Atmen“ von Nino Haratischwili, Regie Nina Pichler, am monsun.theater Hamburg fand sie große Anerkennung und wurde 2011 mit dem Rolf-Mares-Preis Hamburg für herausragende darstellerische Leistungen ausgezeichnet.
In der Spielzeit 2011/12 erhielt Vanessa Czapla ein Festengagement am Deutschen Theater Göttingen. Hier stand sie u. a. als Titelheldin in der umstrittenen Inszenierung Martin Laberenz’ von Schillers Die Jungfrau von Orleans auf der Bühne, ferner in Das Versprechen nach Friedrich Dürrenmatt. Für die Rolle der Johanna in der umstrittenen Inszenierung von Schillers „Jungfrau…“ wurde ihr bescheinigt, sie leiste „an diesem Abend Großes“. Weiter sah man Czapla in The Black Rider von Robert Wilson, Shakespeares Ein Sommernachtstraum oder Parzival von Lukas Bärfuss. Großen Erfolg hatte sie außerdem in dem Zweipersonenstück Gut gegen Nordwind nach dem Roman von Daniel Glattauer und der Fortsetzung Alle sieben Wellen. Mit der Spielzeit 2014/15 endete ihr Engagement in Göttingen.
Zu Beginn der Spielzeit 2015/16 wechselte Vanessa Czapla als festes Ensemblemitglied an das Saarländische Staatstheater Saarbrücken, wo man sie z. B. als Julia in Romeo und Julia, als Desdemona in Othello, aber auch in einer modernisierten Fassung von Bertolt Brechts Das Leben des Galilei sehen konnte.
Von 2017 bis 2020 war Vanessa Czapla am Staatstheater Braunschweig engagiert. Besondere Aufmerksamkeit bekam sie hier durch die Rolle der Iphigenie auf Tauris in der Regie von Michael von zur Mühlen. Sie übernahm u. a. die Rolle der Anna Mahr in Einsame Menschen, spielte die Hauptfigur August Engelhardt in einer Dramatisierung von Christian Krachts Roman Imperium und verkörperte die (Adoptiv-)Tochter Recha in Nathan der Weise. Man sah sie zudem in Die Unschuldigen, Ich und die Unbekannte am Rande der Landstraße von Peter Handke.
Ab 2020 bis 2023 gastierte Vanessa Czapla am Volkstheater Rostock, monsun.theater Hamburg, Theater Osnabrück, Gostner Hoftheater Nürnberg und Schauspiel Hannover. Zu ihren wichtigsten Rollen zählte in dieser Zeit die Irina aus den Drei Schwestern am Gostner Hoftheater mit der mit dem Faust-Theaterpreis 2024 für Inszenierung Schauspiel ausgezeichneten Regisseurin Joanna Lewicka. Am Volkstheater Rostock war sie Kristin in Strindbergs Fräulein Julie und Spiegelberg in Schillers Räubern. Am Theater Osnabrück gastierte Czapla in der Inszenierung Die Jahre von Annie Ernaux in einer Fassung von Clemens Mädge als Annie. In der Spielzeit 2022/2023 trat sie am Schauspiel Hannover in Bungalow auf. Am monsun.theater sah man sie als Schauspielerin und am Schlagzeug in Umkämpfte Zone von Clemens Mädge nach dem gleichnamigen Roman von Ines Geipel.
Seit der Spielzeit 2024/25 ist Vanessa Czapla festes Ensemblemitglied am Schauspiel Leipzig. Hier ist sie derzeit als Lady Anne in Shakespeares Richard III in einer Fassung von Marion Tiedtke, als Elaine Harper in Arsen und Spitzenhäubchen von Joseph Kesselring sowie in den Uraufführungen Aufzeichnungen aus einem weißen Zimmer von Anna Behringer und Kein Schicksal, Klytämnestra von Nino Haratischwili (als Kassandra) zu erleben.
Czapla arbeitete u. a. mit Martin Laberenz, Joanna Lewicka, Michael von zur Mühlen, Kathrin Mayr, Martin Nimz, Babett Grube, Markus Lobbes, Brit Bartkowiak, Antje Thoms, Alice Buddeberg, Erich Sidler, Felix Rothenhäusler, Mark Zurmühle und Rebekka David.
Vanessa Czapla ist daneben als Synchronsprecherin tätig. Unter anderem lieh sie in der 39-teiligen Fernsehserie Dance Academy – Tanz deinen Traum! den Schauspielkolleginnen Isabel Durant (Folgen 27 – 65) und Melanie Vallejo (zwei Folgen) ihre Stimme.
Sie wirkte auch als Synchronsprecherin an The Crown mit und spricht in der noch bis 2026 in der ARTE-Mediathek verfügbaren Serie „Country Queen“ die Hauptfigur Akisa.
Außerdem arbeitet Vanessa Czapla seit 2010 als Station Voice für den Hamburger Radiosender 917 XFM und ab 2022 für ahoy radio.

## Auszeichnungen
- 2011: Rolf-Mares-Preis für ihre Darstellung der Jenny Martinek in Atmen im monsun.theater
- 2012: Nachwuchspreis des Fördervereins des Deutschen Theaters Göttingen[1]
- 2016:  SponsorClub-Preis des Saarländischen Staatstheaters[14]

## Filmografie
- 2013: Harder und die Göre

## Theaterrollen (Auswahl)
- 2009–2010: David Harrower: Messer in Hennen (Junge Frau) – Regie: Babett Grube (Kampnagel Hamburg)
- 2009–2010: Nino Haratischwili: Atmen (Jenny Martinek) – Regie: Nina Pichler (monsun.theater Hamburg)
- 2010: Roland Schimmelpfennig: Der Goldene Drache (Frau im Roten Kleid) – Regie: Babett Grube (Deutsches Theater Göttingen)
- 2011: Jean Racine: Phaidra (Arikia) – Regie: Felix Rothenhäusler (Deutsches Theater Göttingen)
- 2012: Gut gegen Nordwind nach einem Roman von Daniel Glattauer (Emmi Rothner) – Regie: Babett Grube (Deutsches Theater Göttingen)
- 2012/2013: Daniel Kehlmann: Geister in Princeton (GödelKind / Nehlböck) – Regie: Antje Thoms (Deutsches Theater Göttingen)
- 2012: Bertolt Brecht / Paul Dessau: Mutter Courage und ihre Kinder. Eine Chronik aus dem Dreißigjährigen Krieg. (Kattrin) – Regie: Felix Rothenhäusler (Deutsches Theater Göttingen)
- 2012/2013: Joseph Kesselring: Arsen und Spitzenhäubchen (Abby Brewster) – Regie: Mark Zurmühle (Deutsches Theater Göttingen)
- 2012/2013: Alle sieben Wellen nach einem Roman von Daniel Glattauer (Emmi Rothner) – Regie: Babett Grube (Deutsches Theater Göttingen)
- 2012/2013: Hugo von Hofmannsthal: Jedermann (Glaube) – Regie: Mark Zurmühle (Deutsches Theater Göttingen)
- 2013: Friedrich Dürrenmatt: Das Versprechen Adaption von Antje Thoms (Grit Moser / Ursula / Anne-Marie Heller) – Regie: Antje Thoms (Deutsches Theater Göttingen)
- 2013/2014: Johann Wolfgang von Goethe: Faust I und II (Lieschen / Homunculus / Sorge) – Regie: Mark Zurmühle (Deutsches Theater Göttingen)
- 2013/2014: Der Fall der Götter nach dem Film Die Verdammten von Luchino Visconti (Thilde Thalmann) – Regie: Wojtek Klemm(Deutsches Theater Göttingen)
- 2013: Friedrich Schiller: Die Jungfrau von Orleans (Johanna) – Regie: Martin Laberenz (Deutsches Theater Göttingen)
- 2013: Bertolt Brecht: Leben des Galilei (Virginia) – Regie: Michael von zur Mühlen (Deutsches Theater Göttingen)
- 2014/2015: Rebekka Kricheldorf: Homo Empathicus (Jackie) – Regie: Erich Sidler (Deutsches Theater Göttingen)
- 2014/2015: William Shakespeare: Ein Sommernachtstraum (Schnock, Löwe) – Regie: Matthias Kaschig (Deutsches Theater Göttingen)
- 2014/2015: Roland Schimmelpfennig: Spam – Fünfzig Tage (Blinde Frau) – Regie: Johannes Ender (Deutsches Theater Göttingen)
- 2014 Lukas Bärfuss: Parzival (Parzival) – Regie: Brit Bartkowiak (Deutsches Theater Göttingen)
- 2014/2015: William S. Burroughs, Tom Waits, Robert Wilson: Black Rider (Kätchen) – Regie: Beate Baron (Deutsches Theater Göttingen)
- 2014: Grooming (Das Mädchen) – Regie: Erich Sidler (Deutsches Theater Göttingen)
- 2015: Bertolt Brecht: Das Leben des Galilei (Andrea Sarti) – Regie: Martin Nimz (Saarländisches Staatstheater Saarbrücken)
- 2015–17: William Shakespeare: Romeo und Julia (Julia Capulet) – Regie: Daniel Pfluger (Saarländisches Staatstheater Saarbrücken)
- 2016: Eugen Ruge: In Zeiten des abnehmenden Lichts (Kathrin, Melitta) – Regie: Christopher Hanninger (Saarländisches Staatstheater Saarbrücken)
- 2016: Wenn die Gondeln Trauer tragen von Christoph Diem & Holger Schröder nach Daphne du Maurier (Heather) – Regie: Christoph Diem (Saarländisches Staatstheater Saarbrücken)
- 2016: William Shakespeare: Othello (Desdemona) – Regie: Dagmar Schlingmann (Saarländisches Staatstheater Saarbrücken)

- 2016/2017: Steward O´Nan: Letzte Nacht (Jackie) – Regie: Grigory Shklyar (Saarländisches Staatstheater Saarbrücken)

- 2017: Nils Zapfe: Stella Incognita (Laura Lucide) – Regie: Nils Zapfe (Staatstheater Braunschweig)
- 2017: Henrik Ibsen: Frau vom Meer (Bolette) – Regie: Mario Holetzek (Staatstheater Braunschweig)
- 2017: William Shakespeare: Was ihr wollt (Viola/Cesario) – Regie: Dariusz Yazdkhasti (Staatstheater Braunschweig)
- 2017: Thomas Köck: paradies fluten (verirrte sinfonie). teil eins der klimatrilogie (Amazonas) – Regie: Marcus Lobbes (Staatstheater Braunschweig)
- 2017: Peter Handke: Die Unschuldigen, Ich und die Unbekannte am Rande der Landstraße – Regie: Philipp Preuss (Staatstheater Braunschweig)
- 2018: G. E. Lessing: Nathan der Weise (Recha) – Regie: Martin Nimz (Staatstheater Braunschweig)
- 2018/2019: Imperium nach dem Roman von Christian Kracht (August Engelhardt) – Regie: Babett Grube (Staatstheater Braunschweig)
- 2019: Gerhart Hauptmann: Einsame Menschen (Anna Mahr) – Regie: Alice Buddeberg (Staatstheater Braunschweig)
- 2020: M. Heinzelmann & H. Schröder: Sgt. Peppers Lonely Hearts Come Back (Ringo) – Regie: Markus Heinzelmann (Staatstheater Braunschweig)
- 2020: Johann Wolfgang von Goethe: Iphigenie auf Tauris (Iphigenie) – Regie: Michael von zur Mühlen (Staatstheater Braunschweig)
- 2021: Friedrich Schiller Die Räuber (Spiegelberg) – Regie: Daniel Pfluger (Volkstheater Rostock)
- 2022: August Strindberg: Fräulein Julie (Kristin) – Regie Joanna Lewicka (Volkstheater Rostock)
- 2022: Clemens Mädge nach dem Roman von Ines Geipel: Umkämpfte Zone (Ines) – Regie: Kathrin Mayr (monsun.theater Hamburg)
- 2022: Eugène Labiche: Die Affäre Rue de Lourcine (Norine) – Regie: Elina Finkel (Volkstheater Rostock)
- 2022: Helene Hegemann – für die Bühne bearbeitet von Rebekka David Bungalow (Maria) – Regie: Rebekka David (Schauspiel Hannover)
- 2024: Annie Ernaux: Die Jahre in einer Fassung von Clemens Mädge (Annie) – Regie: Kathrin Mayr (Theater Osnabrück)
- 2024: Anton Pawlowitsch Tschechow: Die drei Schwestern (Irina) – Regie: Joanna Lewicka (Gostner Hoftheater Nürnberg)
- 2024: William Shakespeare: Richard III in einer Fassung von Marion Tiedtke (Lady Anne) – Regie: Enrico Lübbe (Schauspiel Leipzig)
- 2024: Joseph Kesselring; Arsen und Spitzenhäubchen (Elaine Harper) – Regie: Tina Lanik (Schauspiel Leipzig)
- 2025: Anna Behringer: Aufzeichnungen aus einem weißen Zimmer – Regie: Thirza Bruncken (Schauspiel Leipzig)
- 2025: Nino Haratischwili: Kein Schicksal, Klytämnestra (Kassandra) – Regie: Enrico Lübbe (Schauspiel Leipzig)